# 自画像 (ホーホストラーテン)
『自画像』（じがぞう、露: Автопортрет, 英: Self-Portrait）は、オランダ絵画黄金時代の画家サミュエル・ファン・ホーホストラーテンが1640年代後半にキャンバス上に油彩で描いた絵画である。ロシアの駐ウィーン大使ドミトリー・ゴリツィン、ロシア皇帝ニコライ1世のコレクションを経て、1918年以来、サンクトペテルブルクのエルミタージュ美術館に所蔵されている。

## 作品

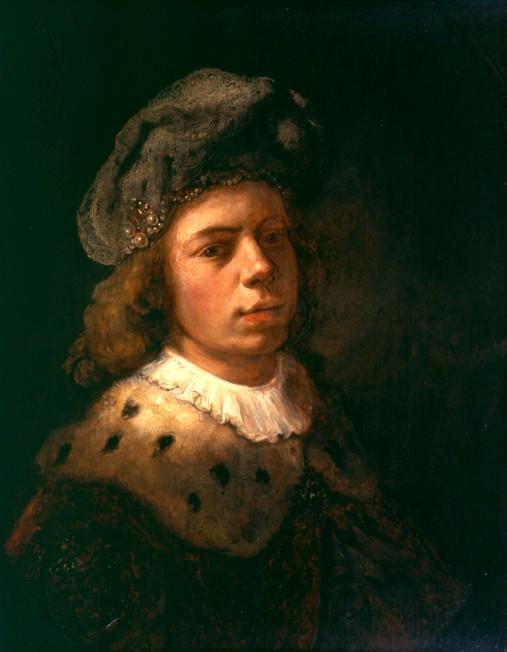
サミュエル・ファン・ホーホストラーテン『自画像』 (1644年ごろ)、ブレディウス美術館、デン・ハーグ

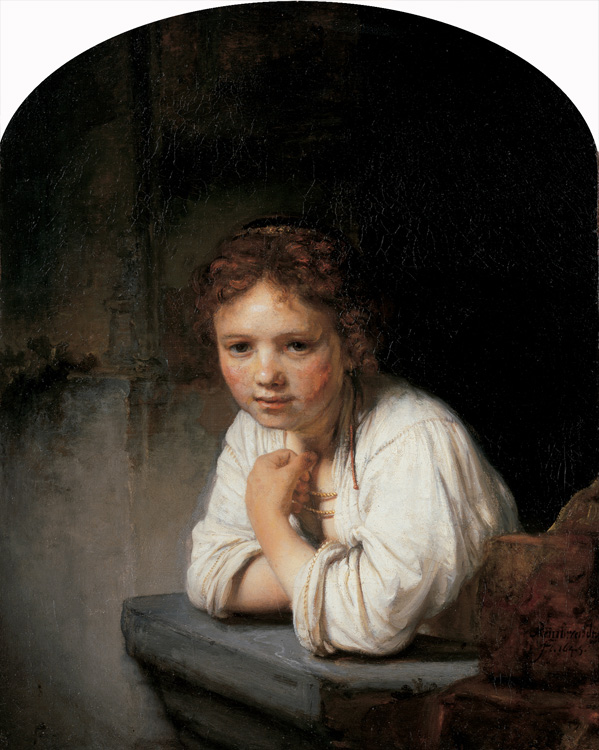
レンブラント・ファン・レイン『窓辺の少女』 (1645年ごろ)、ダリッジ・ピクチャー・ギャラリー、ロンドン近郊

ゴリツィンのコレクションにあった時、本作はレンブラントの弟子フェルディナント・ボルの作品であるとされていた。エルミタージュ美術館に入った1918年から1960年代半ばまでは、ボルによる『ある画家の肖像』として文献などで紹介されている。しかし、その後に研究者たちが相次いでエルミタージュ美術館を訪問した際、この絵画はファン・ホーホストラーテンの自画像であると示唆した。
ウラディーミル・スモフスキー (Vladimir Sumovsky) は本作をデン・ハーグのブレディウス美術館やリヒテンシュタイン家のコレクション (ファドゥーツ) にあるファン・ホーホストラーテンの自画像と比較し、本作を1640年代半ばの作品であると考えた。しかし、ほかの2つの作品と比べると、本作の画家の容貌は老けており、彼がレンブラント工房から独立した後の1640年代末の作品ではないかと考えられる。
ファン・ホーホストラーテンは窓辺にたたずむ人物を描写するという構図を用いているが、これはレンブラントの作品に典型的な構図であった。トロンプルイユとして巧みな効果を持つレンブラントの作品は彼の弟子たちに大きな影響を与え、それぞれがこの構図に取り組み、自分なりの作品を作り出した。
本作の青年は窓の暗闇の中にいる。彼の眼差しはまっすぐに空間を貫き、画面の外側にある何かを見つめている。窓辺に置かれた紙の束には、尖塔のある建物を描いた素描が認められる。青年が右手にペンを持ち、インク壺と書き物用の板とともに描かれているのは、彼が画家であることを示している。